# ドキュメントにっぽん列島
ドキュメントにっぽん列島（ドキュメントにっぽんれっとう）は、1993年7月25日から1997年3月30日までNHK総合で放送されていたテレビ番組。

## 概要
NHKの地域放送局が制作した現代日本をテーマとしたドキュメンタリー番組。不定期放送。

## 放送リスト
| 放送日         | サブタイトル                                          |
| -------------- | ----------------------------------------------------- |
| 1993年7月25日  | ついの住みかを見つけたいアパートを追われる老人たち    |
| 1993年8月1日   | よみがえる平和の詩（うた） 峠三吉とヒロシマ           |
| 1993年8月8日   | 我が家で死にたい在宅介護を支える医師と家族の日々      |
| 1993年8月15日  | 町に病院ができる日 岩手・藤沢町の挑戦                 |
| 1993年8月18日  | 原爆乙女たちの戦後 復帰40年・鹿児島奄美大島           |
| 1993年12月19日 | 奥尻島 冬物語 美保6歳・地震から5ヵ月                  |
| 1993年12月26日 | 異国で失った夢 イラン人 フェリさんのニッポン日記      |
| 1994年1月9日   | 大漁の祈り伝えて 岡山県倉敷市呼松                     |
| 1994年1月16日  | 不況知らず「笑いの王国」 東京めざす浪花の仕掛け人     |
| 1994年3月27日  | スノーバスターズ出動!岩手・雪退治隊                   |
| 1994年4月3日   | “ホテル化”に揺れるリゾートマンション                  |
| 1994年7月31日  | 南の島の被ばく者たち 東北大・マーシャル医療調査       |
| 1994年8月14日  | 追憶をキルトに託し 一人の主婦の＂沖縄＂               |
| 1994年8月21日  | 働き手は日系ブラジル人 関西国際空港ができる町         |
| 1994年12月18日 | こころの帰郷                                          |
| 1994年12月25日 | 不惑の旅 現代四国巡礼考                               |
| 1995年1月8日   | 素もぐり十七番勝負 厳冬・三陸アワビ漁                 |
| 1995年1月15日  | 退職教師のリターンマッチ 札幌・こぶし塾の試み         |
| 1995年3月12日  | あの日の暮らしを取り戻したい 阪神御影駅を行き交う人々 |
| 1995年3月19日  | 流氷 閉ざされた海で 北海道・知床                      |
| 1995年3月26日  | 安らぎを描き続けて 病をいやすアートの試み             |
| 1995年8月13日  | わらべうたに祈りを… 沖縄 心を結ぶ調べ                 |
| 1995年8月20日  | 夏物語 北の家族 出稼ぎ父さんに会いに行く              |
| 1995年8月27日  | 阪神大震災 手向けの夏 神戸市東灘区                    |
| 1995年12月17日 | 海を渡ったウチナーンチュ                              |
| 1996年1月7日   | “ヒロシマ”を走ります 初の米国人タクシードライバー     |
| 1996年1月14日  | 海の山に南国魚が舞う 日本海・玄達瀬                   |
| 1996年3月17日  | 一瞬の富士を撮る 静岡県富士宮市                       |
| 1996年3月24日  | ルワンダに帰りたい 難民一家の日々 福島市              |
| 1996年3月31日  | ぼけても笑顔を忘れないで 岡山・グループホームの3か月  |
| 1996年8月11日  | 島にイルカがやって来た 愛知・日間賀島                 |
| 1996年8月18日  | 親子演歌 二人旅                                       |
| 1996年8月25日  | 父が母が生きた街で 震災遺児・2度目の夏                |
| 1996年12月22日 | '96冬・ドームを撮る 写真家たちのヒロシマ              |
| 1997年1月5日   | 真珠の海が揺れている アコヤ貝大量死・愛媛県宇和海     |
| 1997年3月16日  | 山里に育て五輪スケーター 愛知県足助町                 |
| 1997年3月23日  | むらの宝は小学校 島根県大社町                         |
| 1997年3月30日  | 男たちの夢レストラン 北海道・町おこし奮闘記           |